# Program erlangeński
Program erlangeński – pogląd na istotę geometrii, zaproponowany przez Felixa Kleina na wykładzie inauguracyjnym na uniwersytecie w Erlangen w 1872. Program erlangeński został powszechnie przyjęty przez matematyków i obecnie stanowi podstawowe podejście do geometrii.
Program erlangeński uważa za geometrię dowolny zbiór obiektów (zwanych punktami) i pewną grupę przekształceń. Geometria taka zajmuje się badaniem tych własności układów punktów, które nie zmieniają się przy dowolnym przekształceniu obranej grupy. Własności te nazywają się niezmiennnikami danej grupy przekształceń. 
| grupa przekształceń | dział geometrii | niezmienniki   |
| ------------------- | --------------- | -------------- |
| identyczności       | położenia       | położenie      |
| izometrie           | metryczna       | odległość      |
| podobieństwa        | podobieństw     | kąt            |
| afiniczne           | afiniczna       | współliniowość |
| homeomorfizmy       | topologia       | spójność       |
| bijekcje            | teoria mnogości | moc zbioru     |